# Schönenbodensee
Der Schönenbodensee liegt im oberen Toggenburg bei Wildhaus im schweizerischen Kanton St. Gallen. 

## Beschreibung

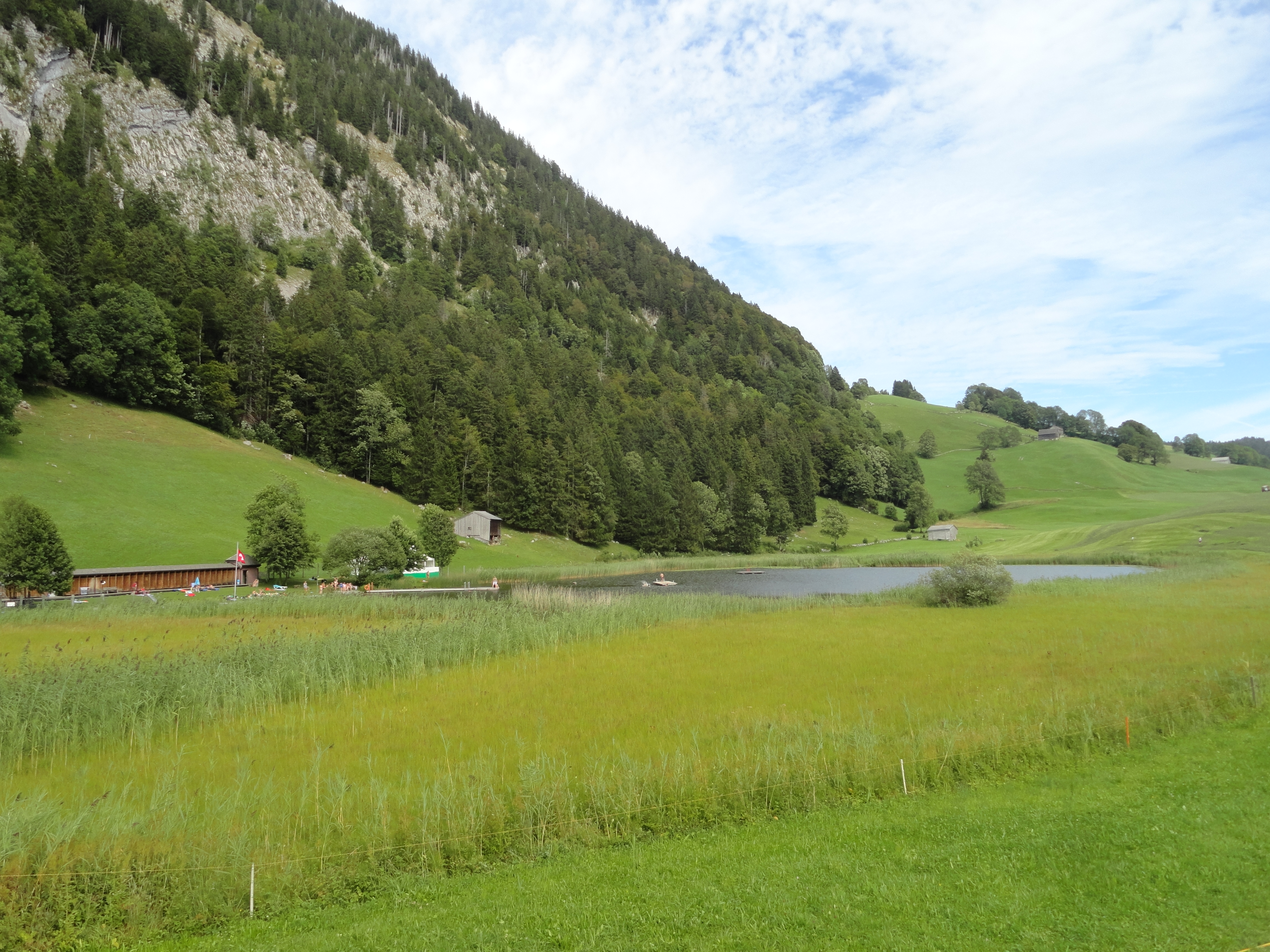
Lage des Sees in der Mulde

Der Schönenbodensee liegt im Osten des Dorfes Wildhaus in der Gemeinde  Wildhaus-Alt St. Johann in einer Mulde in einem geschützten Flachmoorgebiet am Südfuss des Gulmen. Wie der Schwendisee auf der gegenüberliegenden Seite des Dorfes entstand der See vor rund 14'000 Jahren nach dem Abschmelzen eines Gletschers. In den folgenden Jahrtausenden entstanden durch Verlandung der Seeufer nach und nach die Moore. 
Gespeist wird der See einerseits durch einen kleinen Bach, der auf der Ostseite in den See mündet, anderseits dringt mehrheitlich unterirdisch Schmelz- und Regenwasser durch die Kalkschichten des Gulmen in den See. Dadurch wird das Moorwasser fortwährend aufgefrischt. 
Der kleine Bach Simmi verlässt den Schönenbodensee im Westen, dreht nach Osten ab und mündet östlich von Gams in den Werdenberger Binnenkanal.
Im Schönenbodensee kann gebadet werden: Seit 1930 gibt eine betreute Badeanstalt mit Steg, Verpflegungsmöglichkeit und eine Pedalovermietung. Die Herstellungskosten betrugen 50'000 Franken.

## Fauna
Im Schönenbodensee leben Karpfen, Bachforellen, Zander, Schleien, Rotfedern sowie zahlreiche Amphibien wie Frösche. Die Bachforellen werden als einzige Fischart jährlich fangreif eingesetzt.